# غوستاف غيلبرت
غوستاف غيلبرت (بالإنجليزية: Gustave Mark Gilbert)‏ هو عالم نفس أمريكي، ولد في 30 سبتمبر 1911 في نيويورك في الولايات المتحدة، وتوفي في 6 فبراير 1977 في مانهاست في الولايات المتحدة.